# 川崎市立長沢中学校
川崎市立長沢中学校（かわさきしりつ ながさわちゅうがっこう）は、公立中学校。所在地は神奈川県川崎市麻生区東百合丘。
2024年にはサッカー部、男子バスケットボール部、女子バドミントン部が県大会に出場。

## 沿革
- 1977年（昭和52年）4月1日設立
- 2009年　男子バレーボール部　関東中学校バレーボール大会出場

## 部活動

### 運動部
- 野球部　挑戦
- 女子バレーボール部
- 女子バスケットボール部
- 女子バドミントン部
- ソフトテニス部
- 陸上競技部
- 駅伝部
- サッカー部
- 卓球部
- 男子バスケットボール部
- 男子バレーボール部

### 文化部
- 工学部
- 吹奏楽部
- 美術部
- 茶道部

## 著名な出身者
- 福田紀彦（政治家・川崎市長）
- 藤井剛（俳優）
- 相馬崇人（サッカー選手・ヴィッセル神戸）
- 大倉智（元サッカー選手）
- 岩永雅子（アニメ歌手）